# Netscape Navigator 9
Netscape Navigator 9 byl poslední webový prohlížeč od společnosti Netscape. Jeho vývoj byl oznámen 23. ledna 2007, ačkoliv se již řada lidí domnívala, že Netscape s tvorbou webových prohlížečů skončil. Na rozdíl od Netscape 8.x, který byl outsourcován společnosti Mercurial Communications, bylo rozhodnuto tento prohlížeč vyvíjet vlastními silami. Původní označení prohlížeče znělo Netscape 9, ale následně byl přejmenován na Netscape Navigator tj. jméno, které již používal ve verzích 1.0 - 4.08.
Netscape Navigator 9 byl pouze webový prohlížeč, takže neobsahoval poštovního klienta či editor webových stránek jako obsahoval Netscape 7. Byl založen na webovém prohlížeči Mozilla Firefox, takže pro vykreslování webových stránek používá renderovací jádro Gecko a grafické rozhraní prohlížeče bylo tvořeno pomocí XULu a JavaScriptu. Prohlížeč byl též kompatibilní s doplňky určenými pro Firefox. Na rozdíl od Netscape 8.x byl kromě Windows k dispozici pro Linux a Mac OS X.
Finální verze byla uvolněna 15. října 2007, ale již 28. prosince 2007 Netscape oznámil, že z důvodů nezájmu uživatelů o novou verzi končí s dalším vývojem webových prohlížečů Netscape.

## Funkce
První veřejná betaverze byla uvolněna 5. června 2007 a obsahovala stejné funkce jako Firefox 2.0. Oproti němu navíc přinášela:
- Integraci s webovým portálem Netscape.com.
- Nástroj na opravu překlepů v URL.
- Funkci Link Pad, která slouží pro rychlé uchovávání webových adres pro pozdější použití.
- Nový motiv vzhledu, který je též k dispozici samostatně pro Firefox[4]

Přehled dalších funkcí je k dispozici na specializované stránce Archivováno 20. 4. 2008 na Wayback Machine..

## Zajímavost
Slavné velikonoční vajíčko Kniha Mozilly se dočkala v Netscape Navigatoru svého čtvrtého pokračování. Pokud do prohlížeče uživatel zadá adresu about:mozilla, zobrazí se mu text And thus the Creator looked upon the beast reborn and saw that it was good., což v překladu znamená I podíval se Stvořitel na zvíře znovuzrozené a viděl, že bylo to dobré. Autorem tohoto textu je hlavní vývojář Netscape Navigatoru 9 Chris Finke.